# Ngô Mây, Quy Nhơn
Ngô Mây là một phường cũ thuộc thành phố Quy Nhơn, tỉnh Bình Định, Việt Nam.
Phường Ngô Mây có diện tích 1,45 km², dân số năm 2019 là 54.575 người, mật độ dân số đạt 37.637 người/km².

## Hành chính
Phường Ngô Mây được chia thành 11 khu vực: 1, 2, 3, 4, 5, 6, 7, 8, 9, 11, 12.
Theo Nghị quyết số 1664/NQ-UBTVQH15 năm 2025, trên cơ sở giải thể thành phố Quy Nhơn, sáp nhập tỉnh Bình Định vào tỉnh Gia Lai và thực hiện hợp nhất toàn bộ diện tích tự nhiên và dân số của các điạ phương Ngô Mây, Nguyễn Văn Cừ, Quang Trung và Ghềnh Ráng thuộc thành phố Quy Nhơn thành phường Quy Nhơn Nam.